# Fethi Haddaoui
Fethi Haddaoui (arabe : فتحي الهداوي), né le 9 décembre 1961 à Tunis et mort le 12 décembre 2024, est un acteur, réalisateur, scénariste, producteur de télévision et producteur de cinéma tunisien.
Acteur principal dans plusieurs pièces de théâtre, dont Arab et El Aouada, il est aussi une personnalité de la télévision grâce à sa participation à plusieurs feuilletons et séries, aussi bien en Tunisie qu'en Syrie, en Jordanie, au Maroc, en Turquie, aux Émirats arabes unis, au Liban, en Italie et en France. Au cinéma, il joue dans plusieurs films européens sous la direction de réalisateurs comme Franco Rossi, Serge Moati, Peter Kassovitz et Gianfranco Pannone (en).
Haddaoui remporte de nombreuses récompenses au cours de sa carrière, notamment celles de meilleur second rôle masculin pour ses rôles dans No Man's Love et Noce d'été aux Journées cinématographiques de Carthage, de meilleure interprétation masculine au Festival international du film arabe d'Oran et de meilleur réalisateur au Festival des radios et télévisions arabes pour La Cité du savoir.

## Biographie

### Jeunesse et formation
Fethi Haddaoui débute très tôt dans le théâtre. Au lycée Ibn-Charaf et sous la direction de son professeur Hammadi Mezzi, il fait ses premiers pas sur scène dans le cadre du théâtre scolaire en interprétant des pièces classiques comme J'ai juré la victoire du Soleil et Nâzım Hikmet.
Il intègre ensuite le théâtre amateur et s'inscrit à l'Institut supérieur d'art dramatique de Tunis, où il obtient son diplôme en 1986,. Il se lance alors dans une carrière d'acteur.

### Années 1980
Vers la fin des années 1970, Fethi Haddaoui entame une carrière professionnelle au sein de la troupe du Théâtre triangulaire sous la direction de Habib Chebil, avant de rejoindre en 1985 le collectif du Nouveau Théâtre. Il est alors l'acteur principal de pièces comme Arab et El Aouada. Il joue également dans le film Arab de Jaïbi et Jaziri sorti en 1988 et adapté de la pièce de théâtre éponyme.
En parallèle, Fethi Haddaoui tourne dans Les Sabots en or de Nouri Bouzid sorti en 1988. Il participe également à des œuvres étrangères comme Le Mystère (1986), Un bambino di nome Gesù (1987) et L'Attente (1988) de Franco Rossi, et L'Été de tous les chagrins (1989) de Serge Moati.

### Années 1990
En 1990, Fethi Haddaoui joue le rôle de Khemaïs dans Halfaouine, l'enfant des terrasses de Férid Boughedir.
En 1991, il tourne dans Poussière de diamant de Mahmoud Ben Mahmoud et Fadhel Jaïbi aux côtés de Jalila Baccar et Gamil Ratib.
À la télévision, il interprète plusieurs rôles, comme Afif dans Ghada et Saaïda dans Tej Min Chouk.
En 1998, Haddaoui tourne avec Lotfi Abdelli dans No Man's Love de Nidhal Chatta, qui lui vaut le prix du meilleur second rôle masculin aux Journées cinématographiques de Carthage,,. La même année, il tourne le court métrage Kelibia Mazzara de Gianfranco Pannone (en) et Tarek Ben Abdallah.
Haddaoui joue aux côtés de Paul Freeman et Vanessa Redgrave dans le film The 3 Kings, tourné en 1999 par Shaun Mosley et basé sur l'histoire des Rois mages lors de leur voyage vers Bethléem.

### Années 2000
Au cours des années 2000, Fethi Haddaoui se lance dans la production audiovisuelle avec des séries pour enfants et des films documentaires pour le compte de plusieurs chaînes de télévision arabes, parmi lesquelles certaines l'engagent en tant que consultant.
Il joue par ailleurs dans des pièces de théâtre telles qu'Il Corano au Teatro Argentina à Rome en 2000 et Œdipe au théâtre des Bouffes-du-Nord à Paris en 2003.
Le réalisateur Abdullah al-Moheissen embauche Haddaoui pour l'un des rôles principaux de son film Les Ombres du silence sorti en 2006.
À la télévision, il joue plusieurs rôles, comme Mahmoud Saber dans Gamret Sidi Mahrous en 2002 et Raîf dans Sayd Errim en 2008.
En 2009, il tourne dans le film Cinecittà (ar) d'Ibrahim Letaïef.

### Années 2010
Fethi Haddaoui préside le Festival international d'Hammamet du 7 octobre 2011 au 31 mars 2014.
En 2012, il joue le rôle d'Abu Sufian Ibn Harb dans Omar, une série télévisée historico-dramatique produite et diffusée par MBC 1, réalisée par Hatem Ali et basée sur la vie d'Omar ibn al-Khattâb, second calife de l'islam. La même année, il interprète un rôle dans Bab El Fella réalisé par Moslah Kraïem.
En 2019, Haddaoui tourne dans Kingdoms of Fire (en) de Peter Webber. La même année, il joue dans El Maestro réalisé par Lassaad Oueslati.

### Années 2020
En 2020, Fethi Haddaoui incarne le personnage excentrique et mondain de Dandy dans la deuxième saison de la série Nouba d'Abdelhamid Bouchnak et renoue avec le personnage du Hadj Boubaker Ouerghi dans la cinquième saison de la série Awled Moufida. Il incarne également le rôle de Chérif, un militant luttant contre l'occupation française de la Tunisie dans les années 1940, dans le feuilleton Galb El Dhib (ar) de Bassem Hamraoui.
Son nom figure sur la liste des ministres proposée par Habib Jemli, le 2 janvier 2020, en tant que ministre de la Culture,.

### Vie privée
Marié avec Razam Hijazi à partir de 2004, Fethi Haddaoui a deux enfants, Jamila et Adam.

### Mort
Fethi Haddaoui meurt le 12 décembre 2024, à l'âge de 63 ans,.

## Filmographie

### Cinéma

#### Longs métrages
- 1985 : La Coupe de Mohamed Damak
- 1986 : Le Mystère de Franco Rossi
- 1987 : Un bambino di nome Gesù de Franco Rossi
- 1988 : 
  - Les Sabots en or de Nouri Bouzid
  - L'Attente de Franco Rossi
  - Arab de Fadhel Jaïbi et Fadhel Jaziri
- 1989 : L'Été de tous les chagrins de Serge Moati
- 1990 : Halfaouine, l'enfant des terrasses de Férid Boughedir
- 1992 : Poussière de diamant (Chich Khan) de Mahmoud Ben Mahmoud et Fadhel Jaïbi
- 1994 : Des feux mal éteints de Serge Moati
- 1996 : Des héros ordinaires (épisode Contrôle d'identité) de Peter Kassovitz
- 1998 : No Man's Love de Nidhal Chatta
- 2000 : Clé de sol de Chawki Mejri
- 2001 : The 3 Kings de Shaun Mosly
- 2003 : Le Soleil assassiné d'Abdelkrim Bahloul
- 2004 : Noce d'été de Mokhtar Ladjimi
- 2006 : Les Ombres du silence d'Abdullah al-Moheissen
- 2009 : Cinecittà (ar) d'Ibrahim Letaïef
- 2012 :
  - Jeudi après-midi de Mohamed Damak
  - Bab El Falla de Moslah Kraïem
- 2020 : Papillon d'or d'Abdelhamid Bouchnak

#### Courts métrages
- 1992 : Un certain regard de Khaled Barsaoui
- 1997 : Clé de sol de Chawki Mejri
- 1998 : Kelibia Mazzara de Gianfranco Pannone (en) et Tarek Ben Abdallah
- 2011 : Sauve qui peut de Fethi Doghri
- 2013 : 
  - N'importe quoi d'Ismahane Lahmar
  - Peau de colle de Kaouther Ben Hania

### Télévision
- 1992 : Liyam Kif Errih de Slaheddine Essid
- 1993 :
  - Between the Lines (en) de J. C. Wilsher (en)
  - La Tempête d'Abdelkader Jerbi
- 1994 : Ghada de Mohamed Hadj Slimane : Afif
- 1995 : La Moisson d'Abdelkader Jerbi
- 1997 : Tej Min Chouk de Chawki Mejri : Saaïda
- 1999 : Al Toubi de Basil Al-Khatib
- 2002 :
  - Holako de Basil Al-Khatib
  - Gamret Sidi Mahrous de Slaheddine Essid : Dr Mahmoud Saber
- 2003 : Al Hajjaj de Mohamed Azizia
- 2004 : Abou Zid Al-Hilali de Basil Al-Khatib
- 2005 :
  - La Dernière rose de Fardous Attassi
  - Al Murabitun Wa Al Andalus de Nagi Teameh
- 2006 : Khalid ibn al-Walid de Mohamed Azizia : Malek Ibn Awf
- 2008 : Sayd Errim d'Ali Mansour : Raîf
- 2010 :
  - Casting de Sami Fehri
  - Al-Hassan wa Al-Hussain d'Abdul Bari Abu El-Kheir
- 2011 : L'Infiltré de Giacomo Battiato
- 2012 :
  - Pour les beaux yeux de Catherine de Hamadi Arafa
  - Omar de Hatem Ali
- 2013 :
  - Yawmiyat Imraa de Mourad Ben Cheikh : Ali
  - Layem de Khaled Barsaoui
  - Zawja El Khamsa de Habib Mselmani et Jamel Eddine Khelif (invité d'honneur des épisodes 3, 4, 5, 11 et 15) : Farouk
- 2014-2015 : Naouret El Hawa de Madih Belaïd
- 2015 :
  - School (épisode 1) de Rania Gabsi
  - Bolice (épisodes 3 et 4) de Majdi Smiri
- 2016 : Le Président de Jamil Najjar
- 2017 :
  - Lemnara d'Atef Ben Hassine
  - The Imam (en) d'Abdul Bari Abu El-Kheir
- 2019 :
  - El Maestro de Lassaad Oueslati
  - Kingdoms of Fire (en) de Peter Webber
- 2019-2020 : Awled Moufida de Sami Fehri et Saoussen Jemni (saisons 4 et 5) : Boubaker Ouerghi
- 2020 :
  - Nouba (saison 2) d'Abdelhamid Bouchnak : Ridha Dandy
  - Galb El Dhib (ar) de Bassem Hamraoui : Si Chérif
- 2021 : Awled El Ghoul (ar) de Mourad Ben Cheikh : Si Ismaîl El Ghoul
- 2022 :
  - Baraa de Mourad Ben Cheikh et Sami Fehri : Wannès
  - Ken ya makench (saison 2) d'Abdelhamid Bouchnak et Hatem Bel Haj
- 2023 : Djebel Lahmar de Rabii Tekali : Faouzi

### Vidéos
- 2014-2015 : spots publicitaires pour la marque tunisienne d'harissa et de concentré de tomates Sicam

### Théâtre
- 1982 : Doulab d'Habib Chebil (Tunisie)
- 1984 : Mawal d'Habib Chebil (Tunisie)
- 1987 : Arab de Fadhel Jaïbi et Fadhel Jaziri (Tunisie)
- 1989 : El Aouada de Fadhel Jaïbi et Fadhel Jaziri (Tunisie)
- 2000 : Il Corano d'Arbi Chérif (Italie)
- 2003 : Œdipe de Sotigui Kouyaté (France)
- 2011 : Lecture croisée avec Fanny Ardant (Tunisie)
- 2012 : Lecture croisée avec Carole Bouquet (Tunisie)
- 2013 : Lecture (Tunisie)
- 2014 : Lecture (France)
- 2017 : Promesse Factory (France)[1]

### Radio
- 2022 : Nahj Tribunal sur Radio IFM

## Réalisation
- 1991 : Nouba (idée originale et co-réalisation), spectacle de musique traditionnelle
- 2009 : La Cité du savoir, série de 26 épisodes pour enfants produite par le Conseil de coopération culturelle des pays du Golfe
- 2010 : Sultan Pacha Al-Atrach, documentaire pour Al Jazeera

## Production
- 1998 : No Man's Love de Nidhal Chatta
- 2010 : Sultan Pacha Al-Atrach pour Al Jazeera
- Fondateur de RFM Images, productions et distribution[1]

## Distinctions
- 1979 : Prix de la meilleure interprétation masculine pour son rôle dans J'ai juré la victoire du Soleil au Festival national du théâtre scolaire pour le lycée Ibn Charaf[1] ;
- 1980 : Prix de la meilleure interprétation masculine pour son rôle dans Nâzım Hikmet au Festival national du théâtre scolaire pour le lycée Ibn Charaf[1] ;
- 2000 :
  - Meilleur second rôle masculin pour son rôle dans No Man's Love aux Journées cinématographiques de Carthage[9] ;
  - Meilleure interprétation masculine au Festival international du film arabe d'Oran[20] ;
- 2004 : Meilleur second rôle masculin pour son rôle dans Noce d'été aux Journées cinématographiques de Carthage[9] ;
- 2010 :
  - Chevalier de l'Ordre national du Mérite (Tunisie)[21] ;
  - Meilleur réalisateur au Festival des radios et télévisions arabes pour La Cité du savoir[3] ;
- 2013 :
  - Meilleur acteur au Festival international du film arabe d'Oran[3] ;
  - Meilleur acteur et prix de la star ramadanesque aux Romdhane Awards, attribués par Mosaïque FM[22] ;
- 2014 : Meilleur acteur aux Romdhane Awards pour son rôle dans Naouret El Hawa[23] ;
- 2019 :
  - Meilleur acteur aux Romdhane Awards[24] ;
  - Meilleur acteur populaire tunisien selon Sayidaty (en) pour son rôle dans El Maestro[25] ;
- 2020 :
  - Meilleur acteur aux Romdhane Awards[26] ;
  - Meilleur acteur tunisien selon Tunivisions[27].